# 1913 na televisão

## Nascimentos
| Data            | Nome              | Profissão                                              | Nacionalidade  | Observações | Ref   |
| --------------- | ----------------- | ------------------------------------------------------ | -------------- | ----------- | ----- |
| 5 de janeiro    | Jack Haig         | ator                                                   | Reino Unido    | m. 1989     | [ 1 ] |
| 15 de janeiro   | Lloyd Bridges     | ator                                                   | Estados Unidos | m. 1998     | [ 2 ] |
| 18 de fevereiro | Manuel de Nóbrega | ator, humorista, radialista, empresário, jornalista... | Brasil         | m. 1976     | [ 3 ] |
| 19 de fevereiro | Stanley Kramer    | cineasta                                               | Estados Unidos | m. 2001     | [ 4 ] |
| 7 de setembro   | Anthony Quayle    | ator e diretor de cinema e teatro                      | Reino Unido    | m. 1989     | [ 5 ] |
| 19 de setembro  | Frances Farmer    | atriz                                                  | Estados Unidos | m. 1970     | [ 6 ] |
| 2 de novembro   | Burt Lancaster    | ator e produtor de cinema                              | Estados Unidos | m. 1994     | [ 7 ] |

## Mortes
| Data | Nome | Profissão | Nacionalidade | Observações | Ref |
| ---- | ---- | --------- | ------------- | ----------- | --- |